# Ferenc Krausz
Ferenc Krausz (n. 17 mai 1962, Mór, Fejér, Ungaria) este un fizician german de origine maghiară-austriacă. În 2023, a fost distins cu Premiul Nobel pentru Fizică, alături de Pierre Agostini și Anne L'Huillier, „pentru metode experimentale care generează impulsuri de lumină de attosecunde în vederea studierii dinamicii electronilor în materie”.